# Critérium du Dauphiné Libéré 2008
60. edycja Critérium du Dauphiné Libéré odbyła się w dniach 8 - 15 czerwca 2008. Wyścig rozpoczął się w Le Pontet koło Awinionu, a zakończył w Grenoble. Zwycięzcą został Hiszpan, Alejandro Valverde.

## Etapy

### Prolog - 08.06:Le Pontet-Awinion, 5,6 km (ITT)
|   | Zawodnik           | Drużyna           | Kraj             | Czas      |
| - | ------------------ | ----------------- | ---------------- | --------- |
| 1 | Levi Leipheimer    | Stany Zjednoczone | Team Astana      | 6' 10" 05 |
| 2 | Thor Hushovd       | Norwegia          | Crédit Agricole  | + 1" 42   |
| 3 | Alejandro Valverde | Hiszpania         | Caisse d'Epargne | + 6" 24   |

|   | Nazwisko           | Kraj              | Drużyna          | Czas      |
| - | ------------------ | ----------------- | ---------------- | --------- |
| 1 | Levi Leipheimer    | Stany Zjednoczone | Team Astana      | 6' 10" 05 |
| 2 | Thor Hushovd       | Norwegia          | Crédit Agricole  | + 1" 42   |
| 3 | Alejandro Valverde | Hiszpania         | Caisse d'Epargne | + 6" 24   |

### Etap 1 – 9.06:Awinion-Privas, 194 km
|   | Nazwisko           | Kraj      | Drużyna          | Czas         |
| - | ------------------ | --------- | ---------------- | ------------ |
| 1 | Alejandro Valverde | Hiszpania | Caisse d'Epargne | 4 h 46' 36"  |
| 2 | Thor Hushovd       | Norwegia  | Crédit Agricole  | ten sam czas |
| 3 | Björn Schröder     | Niemcy    | Team Milram      | ten sam czas |

|   | Nazwisko           | Kraj              | Drużyna          | Czas        |
| - | ------------------ | ----------------- | ---------------- | ----------- |
| 1 | Thor Hushovd       | Norwegia          | Crédit Agricole  | 4 h 52' 41" |
| 2 | Alejandro Valverde | Hiszpania         | Caisse d'Epargne | + 1"        |
| 3 | Levi Leipheimer    | Stany Zjednoczone | Team Astana      | + 5"        |

### Etap 2 – 10.06:Bourg-Saint-Andéol-Vienne, 184 km
|   | Nazwisko           | Kraj              | Drużyna               | Czas         |
| - | ------------------ | ----------------- | --------------------- | ------------ |
| 1 | George Hincapie    | Stany Zjednoczone | Team High Road        | 4 h 32' 38"  |
| 2 | Sébastien Chavanel | Francja           | La Française des Jeux | ten sam czas |
| 3 | Sebastian Lang     | Niemcy            | Team Gerolsteiner     | ten sam czas |

|   | Nazwisko           | Kraj              | Drużyna          | Czas        |
| - | ------------------ | ----------------- | ---------------- | ----------- |
| 1 | Thor Hushovd       | Norwegia          | Crédit Agricole  | 9 h 25' 19" |
| 2 | Alejandro Valverde | Hiszpania         | Caisse d'Epargne | + 1"        |
| 3 | Levi Leipheimer    | Stany Zjednoczone | Team Astana      | + 5"        |

### Etap 3 - 11.06:Saint-Paul-en-Jarez-Saint-Paul-en-Jarez, 31 km
|   | Nazwisko           | Kraj              | Drużyna          | Czas       |
| - | ------------------ | ----------------- | ---------------- | ---------- |
| 1 | Alejandro Valverde | Hiszpania         | Caisse d'Epargne | 44' 59" 78 |
| 2 | Levi Leipheimer    | Stany Zjednoczone | Team Astana      | + 19"      |
| 3 | Cadel Evans        | Australia         | Silence-Lotto    | + 20"      |

|   | Nazwisko           | Kraj              | Drużyna          | Czas         |
| - | ------------------ | ----------------- | ---------------- | ------------ |
| 1 | Alejandro Valverde | Hiszpania         | Caisse d'Epargne | 10 h 10' 19" |
| 2 | Levi Leipheimer    | Stany Zjednoczone | Team Astana      | + 23"        |
| 3 | Cadel Evans        | Australia         | Silence-Lotto    | + 37"        |

### Etap 4 - 12.06:Vienne-Annemasse, 193 km
|   | Nazwisko       | Kraj    | Drużyna          | Czas        |
| - | -------------- | ------- | ---------------- | ----------- |
| 1 | Cyril Dessel   | Francja | Ag2r-La Mondiale | 4 h 37' 16" |
| 2 | Pierre Rolland | Francja | Crédit Agricole  | + 18"       |
| 3 | Amaël Moinard  | Francja | Cofidis          | + 1' 21"    |

|   | Nazwisko           | Kraj              | Drużyna          | Czas         |
| - | ------------------ | ----------------- | ---------------- | ------------ |
| 1 | Alejandro Valverde | Hiszpania         | Caisse d'Epargne | 14 h 49' 46" |
| 2 | Levi Leipheimer    | Stany Zjednoczone | Team Astana      | + 23"        |
| 3 | Cadel Evans        | Australia         | Silence-Lotto    | + 37"        |

### Etap 5 - 13.06:Ville-la-Grand-Morzine, 125 km
|   | Nazwisko           | Kraj      | Drużyna           | Czas        |
| - | ------------------ | --------- | ----------------- | ----------- |
| 1 | Jurij Trofimow     | Rosja     | Bouygues Telecom  | 3 h 07' 46" |
| 2 | Cadel Evans        | Australia | Silence-Lotto     | + 18"       |
| 3 | Alejandro Valverde | Hiszpania | Caisse d'Epargne  | + 18"       |
| 4 | Haimar Zubeldia    | Hiszpania | Euskaltel-Euskadi | + 23"       |
| 5 | Sylwester Szmyd    | Polska    | Lampre            | + 26"       |

|   | Nazwisko           | Kraj              | Drużyna          | Czas         |
| - | ------------------ | ----------------- | ---------------- | ------------ |
| 1 | Alejandro Valverde | Hiszpania         | Caisse d'Epargne | 17 h 57' 50" |
| 2 | Cadel Evans        | Australia         | Silence-Lotto    | + 37"        |
| 3 | Levi Leipheimer    | Stany Zjednoczone | Team Astana      | + 1' 29"     |

### Etap 6 - 14.06:Morzine-La Toussuire, 233 km
|   | Nazwisko             | Kraj              | Drużyna          | Czas        |
| - | -------------------- | ----------------- | ---------------- | ----------- |
| 1 | Chris Anker Sørensen | Dania             | Team CSC         | 6 h 15' 53" |
| 2 | Pierrick Fédrigo     | Francja           | Bouygues Telecom | + 1' 02"    |
| 3 | Levi Leipheimer      | Stany Zjednoczone | Team Astana      | +1' 10"     |
| 4 | Sylwester Szmyd      | Polska            | Lampre           | +1' 15"     |

|   | Nazwisko           | Kraj              | Drużyna          | Czas         |
| - | ------------------ | ----------------- | ---------------- | ------------ |
| 1 | Alejandro Valverde | Hiszpania         | Caisse d'Epargne | 24 h 14' 58" |
| 2 | Cadel Evans        | Australia         | Silence-Lotto    | + 39"        |
| 3 | Levi Leipheimer    | Stany Zjednoczone | Team Astana      | + 1' 24"     |

### Etap 7 - 15.05:Saint-Jean-de-Maurienne-Grenoble, 128 km
|   | Nazwisko            | Kraj       | Drużyna          | Czas         |
| - | ------------------- | ---------- | ---------------- | ------------ |
| 1 | Dmitrij Fofonow     | Kazachstan | Crédit Agricole  | 3 h 17' 20"  |
| 2 | Jurgen Van de Walle | Belgia     | Quick Step       | ten sam czas |
| 3 | Jurij Trofimow      | Rosja      | Bouygues Telecom | ten sam czas |

|   | Nazwisko           | Kraj              | Drużyna          | Czas         |
| - | ------------------ | ----------------- | ---------------- | ------------ |
| 1 | Alejandro Valverde | Hiszpania         | Caisse d'Epargne | 27 h 34' 39" |
| 2 | Cadel Evans        | Australia         | Silence-Lotto    | + 39"        |
| 3 | Levi Leipheimer    | Stany Zjednoczone | Team Astana      | + 1' 24"     |

## Końcowa klasyfikacja generalna (top 10)
|    | Nazwisko           | Kraj              | Drużyna           | Czas         |
| -- | ------------------ | ----------------- | ----------------- | ------------ |
| 1  | Alejandro Valverde | Hiszpania         | Caisse d'Epargne  | 27 h 34' 39" |
| 2  | Cadel Evans        | Australia         | Silence-Lotto     | + 39"        |
| 3  | Levi Leipheimer    | Stany Zjednoczone | Team Astana       | + 1' 24"     |
| 4  | Robert Gesink      | Holandia          | Rabobank          | + 2' 47"     |
| 5  | Haimar Zubeldia    | Hiszpania         | Euskaltel-Euskadi | + 3' 19"     |
| 6  | Cyril Dessel       | Francja           | Ag2r-La Mondiale  | + 4' 01"     |
| 7  | Mikel Astarloza    | Hiszpania         | Euskaltel-Euskadi | + 4' 25"     |
| 8  | Sylwester Szmyd    | Polska            | Lampre            | + 4' 29"     |
| 9  | Maxime Monfort     | Belgia            | Cofidis           | + 4' 45"     |
| 10 | Matteo Carrara     | Włochy            | Quick Step        | + 5' 13"     |